# Skywalker Sound
Skywalker Sound é uma divisão da Lucasfilm que atua nas áreas de Edição de som, efeitos sonoros, sonoplastia, mixagem e Gravação e reprodução sonora. Fundada em 1975, sua instalação principal se encontra no Rancho Skywalker, localizado em Lucas Valley, perto de Nicasio, Califórnia.

## História
A empresa foi fundada com o nome de Sprocket Systems, em San Anselmo, Califórnia. Enquanto baseada na cidade, a empresa mantinha contato com residentes. Por exemplo, a atriz Pat Welsh, que dublou o E.T. em E.T. - O Extraterrestre, foi descoberta enquanto comprava em uma loja de fotografias. Durante a gravação de A Arca Perdida, Harrison Ford era visto praticando com chicote em um estacionamento.[carece de fontes?]
Em 1987, a empresa se muda para o Rancho Skywalker e muda seu nome para o atual. A empresa já foi indicada em 64 óscares, ganhando 15 estatuetas.

## Filmografia parcial

### 1970-79
- Star Wars: Episódio IV - Uma Nova Esperança (1977)
- More American Graffiti (1979)

### 1980-89
- The Empire Strikes Back (1980)
- Raiders of the Lost Ark (1981)
- E.T. the Extra-Terrestrial (1982)
- Return of the Jedi (1983)
- Indiana Jones and the Temple of Doom (1984)
- Ewoks: The Battle for Endor (1985)
- Luxo Jr. (1987)
- Captain EO (1987)
- Red's Dream (1987)
- Willow (1988)
- Tin Toy (1987)
- Always (1989)
- Knick Knack (1989)
- Indiana Jones and the Last Crusade (1989)

### 1990-99
- The Neon Empire (1991)
- Backdraft (1991)
- Terminator 2: Judgment Day (1991)
- Single White Female (1992)
- Mrs. Doubtfire (1993)
- Jurassic Park (1993)
- Thumbelina (1994)
- Forrest Gump (1994)
- Baby's Day Out (1994)
- A Troll in Central Park (1994)
- The Pebble and the Penguin (1995)
- Se7en (1995)
- Gumby: The Movie (1995)
- Estranhos Prazeres (1995)
- Toy Story (1995)
- Jumanji (1995)
- Mission: Impossible (1996)
- Mars Attacks! (1996)
- The Rock (1996)
- James e o Pêssego Gigante (1996)
- Con Air (1997)
- Hércules (1997)
- Titanic (1997)
- A Bug's Life (1998)
- Saving Private Ryan (1998)
- Armageddon (1998)
- Star Wars: Episódio I - A Ameaça Fantasma (1999)
- O Gigante de Ferro (1999)
- Toy Story 2 (1999)
- Fight Club (1999)

### 2000-09
- X-Men (2000)
- Dinossauro (2000)
- What Lies Beneath (2000)
- Cast Away (2000)
- 102 Dalmatians (2000)
- Atlantis: The Lost Empire (2001)
- Osmosis Jones (2001)
- Jay and Silent Bob Strike Back (2001)
- Pearl Harbor (2001)
- Jurassic Park III (2001)
- Monsters, Inc. (2001)
- Punch-Drunk Love (2002)
- Minority Report (2002)
- Harry Potter and the Chamber of Secrets (2002)
- The Ring (2002)
- Lilo & Stitch (2002)
- Panic Room (2002)
- Star Wars: Episódio II - Ataque dos Clones (2002)
- Spy Kids 2: The Island of Lost Dreams (2002)
- Finding Nemo (2003)
- Daredevil (2003)
- Mickey's PhilharMagic (2003)
- Hulk (2003)
- Pirates of the Caribbean: The Curse of the Black Pearl (2003)
- Peter Pan (2003)
- Shrek 2 (2004)
- The Incredibles (2004)
- The Polar Express (2004)
- Star Wars: Episódio III - A Vingança dos Sith (2005)
- Guerra dos Mundos (2005)
- Munique (2005)
- Harry Potter e o Cálice de Fogo (2005)
- Carros (2006)
- Perfume: The Story of a Murderer (2006)
- Charlotte's Web (2006)
- Pirates of the Caribbean: Dead Man's Chest (2006)
- Zoom (2006)
- Ice Age: The Meltdown (2006)
- Eragon (2006)
- Monster House (2006)
- Ratatouille (2007)
- Pirates of the Caribbean: At World's End (2007)
- The Simpsons Movie (2007)
- Bee Movie (2007)
- Enchanted (2007)
- Beowulf (2007)
- Aqua Teen Hunger Force Colon Movie Film for Theaters (2007)
- WALL-E (2008)
- Star Wars: A Guerra dos Clones (2008)
- Bolt (2008)
- Indiana Jones and the Kingdom of the Crystal Skull (2008)
- Horton Hears a Who! (2008)
- Homem de Ferro (2008)
- Zack and Miri Make a Porno (2008)
- Madagascar: Escape 2 Africa (2008)
- Up (2009)
- Avatar (2009)
- A Christmas Carol (2009)
- Terminator Salvation (2009)
- Ice Age: Dawn of the Dinosaurs (2009)
- Coraline (2009)
- Fanboys (2009)
- I Love You, Beth Cooper (2009)

### 2010-19
- Tron: o Legado (2010)
- Homem de Ferro 2 (2010)
- Percy Jackson & the Olympians: The Lightning Thief (2010)
- Despicable Me (2010)
- How to Train Your Dragon (2010)
- Toy Story 3 (2010)
- The Last Airbender (2010)
- Rio (2011)
- Super 8 (2011)
- Carros 2 (2011)
- Pirates of the Caribbean: On Stranger Tides (2011)
- Captain America: The First Avenger (2011)
- The Adventures of Tintin (2011)
- Cavalo de Guerra (2011)
- The Lorax (2012)
- ParaNorman (2012)
- Brave (2012)
- The Avengers (2012)
- Ice Age: Continental Drift (2012)
- Madagascar 3: Europe's Most Wanted (2012)
- Flight (2012)
- Wreck-It Ralph (2012)
- The Croods (2013)
- Epic (2013)
- Despicable Me 2 (2013)
- Monsters University (2013)
- The Lone Ranger (2013)
- Homem de Ferro 3 (2013)
- Thor: The Dark World (2013)
- Ninfomaníaca (2013)
- Rio 2 (2014)
- The Boxtrolls (2014)
- Gone Girl (2014)
- Maleficent (2014)
- Captain America: The Winter Soldier (2014)
- How to Train Your Dragon 2 (2014)
- Guardiões da Galáxia (2014)
- Big Hero 6 (2014)
- Strange Magic (2015)
- Home (2015)
- The Little Prince (2015)
- Inside Out (2015)
- Tomorrowland (2015)
- Avengers: Age of Ultron (2015)
- The Peanuts Movie (2015)
- Jurassic World (2015)
- Minions (2015)
- Homem-Formiga (2015)
- The Good Dinosaur (2015)
- The Walk (2015)
- Star Wars: The Force Awakens (2015)
- Finding Dory (2016)
- Captain America: Civil War (2016)
- Ice Age: Collision Course (2016)
- The Jungle Book (2016)
- The Secret Life of Pets (2016)
- Zootopia (2016)
- The Angry Birds Movie (2016)
- The BFG (2016)
- Life, Animated (2016)
- Ice Age: Collision Course (2016)
- Moana (2016)
- Doutor Estranho (2016)
- Sing (2016)
- Rogue One (2016)
- Guardiões da Galáxia Vol. 2 (2017)
- Carros 3 (2017)
- Despicable Me 3 (2017)
- Pirates of the Caribbean: Dead Men Tell No Tales (2017)
- Valerian e a Cidade dos Mil Planetas (2017)
- Thor: Ragnarok (2017)
- Viva – A Vida é Uma Festa (2017)
- Ferdinand (2017)
- Star Wars: The Last Jedi (2017)
- Phantom Thread (2017)
- Black Panther (2018)
- A Wrinkle in Time (2018)
- Isle of Dogs (2018)
- Ready Player One (2018)
- Avengers: Infinity War (2018)
- Solo: A Star Wars Story (2018)
- Incredibles 2 (2018)
- Jurassic World: Fallen Kingdom (2018)
- Next Gen (2018)
- High Life (2018)
- The Grinch (2018)
- Ralph Breaks the Internet (2018)
- How to Train Your Dragon: The Hidden World (2019)
- Wonder Park (2019)
- Shazam! (2019)
- Pokémon: Detetive Pikachu (2019)
- Spies in Disguise (2019)
- Avengers: Endgame (2019)